# Kenny Boynton
Kenny Boynton (nacido el 12 de mayo de 1991 en Pompano Beach, Florida) es un jugador de baloncesto estadounidense que actualmente se encuentra sin equipo. Con 1,88 metros de altura, juega en la posición de base o escolta.

## Trayectoria deportiva
El jugador, nativo de Florida, llegó a Europa en 2013 y en su primera experiencia fue dado de baja por el Barak Netanya tras 5 partidos, en los que promedió 9.6 puntos, 5 rebotes y 2.8 asistencias. Boynton, de 22 años, llegó a conseguir 17 puntos en su debut ante el Maccabi Ashdod.
En noviembre de 2013 firma por el Galil para cubrir la baja de Gerald Robinson y realiza una gran temporada.
Más tarde, jugaría en Francia y Turquía.
En 2016, el Nizhni Nóvgorod ha anunciado la contratación del base, procedente del Denizli Basket. El acuerdo es por una temporada.
El 8 de enero de 2023, firma por el BCM Gravelines-Dunkerque de la LNB Pro A.